# Domaljevac-Šamac
 Ovo je glavno značenje pojma Domaljevac-Šamac. Za druga značenja pogledajte Domaljevac-Šamac (razdvojba).
Općina Domaljevac-Šamac nalazi se u Županiji Posavskoj, na sjeveru Bosne i Hercegovine.
Poslije potpisivanja Daytonskog mirovnog sporazuma, najveći dio općine Bosanski Šamac ušao je u sastav Republike Srpske.
U sastav Federacije BiH, ušla su naseljena mjesta Bazik i Domaljevac te dijelovi naseljenih mjesta Bosanski Šamac, Brvnik, Grebnice i Tišina. Od tog područja formirana je općina Domaljevac-Šamac.

## Zemljopis
Općina se nalazi na sjeveru Bosne i Hercegovine, u Bosanskoj Posavini. Smještena je uz rijeku Savu koja na sjeveru čini granicu između BiH i Hrvatske. Na zapadu i jugu općina graniči s Republikom Srpskom, odnosno s općinom Bosanski Šamac, a na istoku s Gradom Orašjem.

## Naseljena mjesta
Bazik i Domaljevac te dijelovi naseljenih mjesta: Bosanski Šamac, Brvnik, Grebnice i Tišina.

## Stanovništvo
Prema posljednjem službenom popisu stanovništva iz 1991. godine, općina Domaljevac-Šamac imala je 6552 stanovnika, raspoređenih u šest naselja.
| Stanovništvo općine Domaljevac-Šamac |               |               |
| godina popisa                        | 2013.         | 1991.         |
| Hrvati                               | 4634 (97,1 %) | 6131 (93,6 %) |
| Srbi                                 | 92 (1,9 %)    | 290 (4,4 %)   |
| Muslimani                            | 17 (0,4 %)    | 7 (0,1 %)     |
| ostali i nepoznato                   | 28 (0,6 %)    | 124 (1,9 %)   |
| ukupno                               | 4771          | 6552          |

## Uprava
Sjedište općine je u mjestu Domaljevac.

## Povijest
Domaljevac, kao naseljeno mjesto, prvi put se spominje daleke 1548. godine. Do 1910. godine postajala su dva Domaljevca: Gornji i Donji Domaljevac.
Po odredbi Kraljevine Jugoslavije 1926. godine utemeljena je po prvi put općina Domaljevac u čiji sastav su ulazila mjesta: Domaljevac, Batkuša, Bazik, Brvnik, Grebnice, Liskovac i Odmut.

## Gospodarstvo
Gospodarstvo ove lokalne zajednice utemeljeno je na poljoprivredi i ratarstvu, kao i u sličnim ruralnim općinama Panonske nizine.[nedostaje izvor]

## Poznate osobe
- fra Anto Tepeluk-Klarić (1910. – 1945.), fratar i mučenik na križnom putu 1945. godine.

## Spomenici i znamenitosti
- crkva svete Ane u Domaljevcu sa zvonikom koji je treći po visini u BiH
- spomenik palim hrvatskim vojnicima tijekom Drugog svjetskog rata i poraća i Domovinskog rata koji se nalazi na trgu Palih Branitelja 104. Brigade HVO
- crkva svetog Jakova Markijiskog u Grebnicama

## Obrazovanje
Osnovna župna škola u Domaljevcu spominje se prvi put 1854. godine. 1904. godine u Domaljevcu je izgrađena Narodna osnovna škola, a 1971. godine je otvorna postojeća zgrada osnovne škole koja danas nosi ime po braći Radić. Postoji i područni odjel u Grebnicama.

## Kultura
Svake godine održava se manifestacija „Dani općine Domaljevac-Šamac”. Vrhunac manifestacije je Smotra izvornog narodnog stvaralaštva „Domaljevačka Tkanica” koju organizira HKUD „Mladost” Domaljevac i okuplja velik broj kulturno-umjetnički društava iz BiH, Hrvatske i Srbije (Bunjevački Hrvati, Šokci, Mađari, Slovaci, Rusini, Česi) HKUD „Mladost” ima oko 30 članova mlade postave i 20 članova starijih članova.

## Sport
Početkom ljeta 1926. u Domaljevcu je osnovano prvo Pjevačko društvo. U proljeće 1928. u Domaljevcu počinje „igranje lopte nogom” kako su tada nazivali nogomet.
- HNK „Mladost” Domaljevac
- HOK Domaljevac
- NK Korpar Grebnice
- NK „9. lipanj” Bazik

## Općine prijatelji
- Bogdanovci

## Vanjske poveznice
- Domaljevac.ba Službene stranice Općine Domaljevac-Šamac
- Domaljevac.net Arhivirana inačica izvorne stranice od 19. travnja 2012. (Wayback Machine)
- Povijest Domaljevca